# Sozialwahl 2023

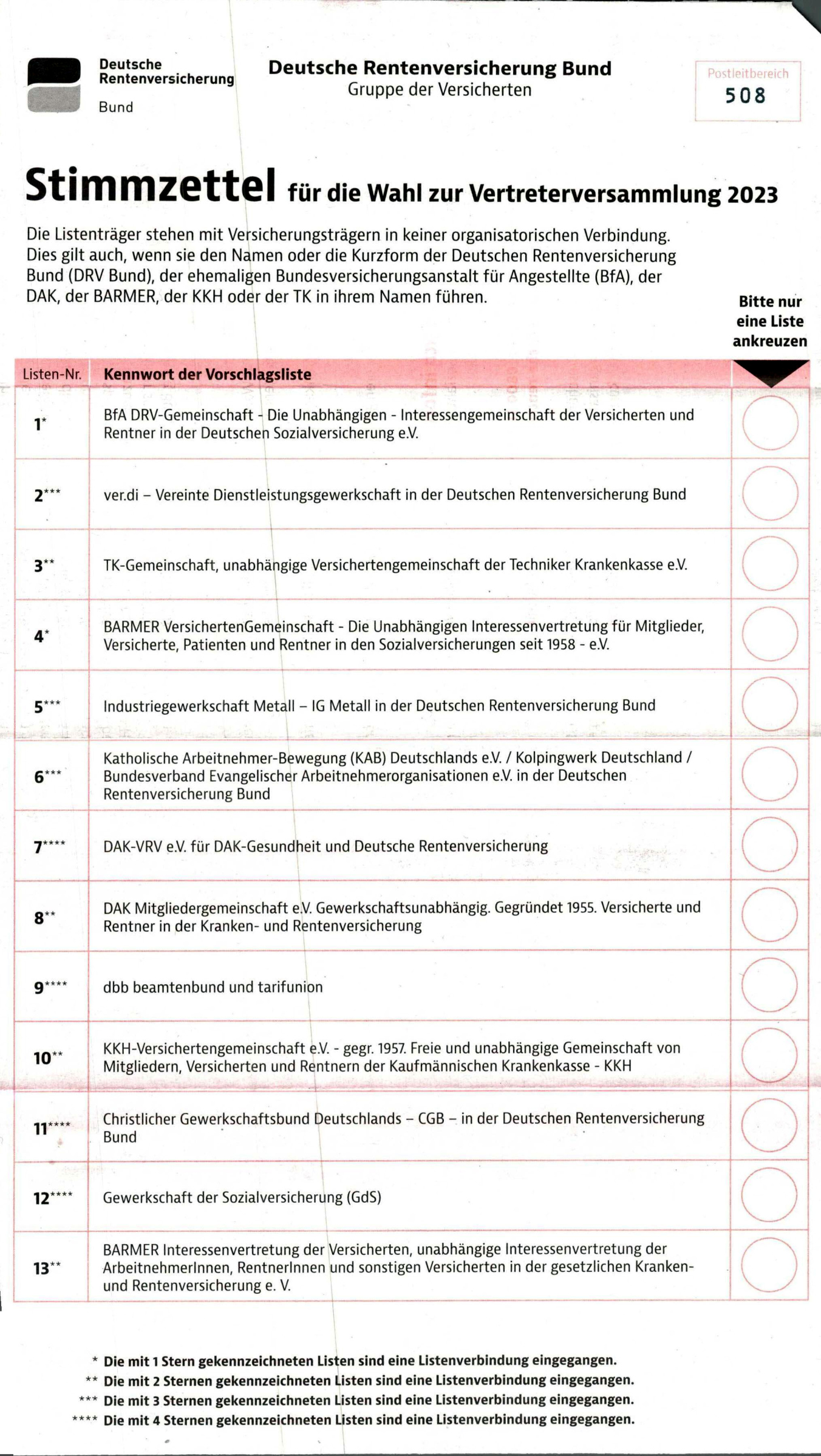
Stimmzettel Sozialwahl Vertreterversammlung DRV 2023

Die Sozialwahl 2023 fand vom 12. April bis zum 31. Mai 2023 in Deutschland statt. Die Wahl war hauptsächlich eine Briefwahl. Bei den Ersatzkassen war alternativ zum ersten Mal eine Internetwahl möglich. Zu dieser Wahl waren etwa 52 Millionen Menschen berechtigt.

## Kandidierende Listen

### Kandidierende Listen zur Vertreterversammlung der DRV Bund
Folgende Listen traten bei der Wahl für die Deutsche Rentenversicherung Bund an:
1. BfA DRV-Gemeinschaft – Die Unabhängigen – Interessengemeinschaft der Versicherten und Rentner in der Deutschen Sozialversicherung e. V
2. ver.di – Vereinte Dienstleistungsgewerkschaft in der Deutschen Rentenversicherung Bund
3. TK-Gemeinschaft, unabhängige Versichertengemeinschaft der Techniker Krankenkasse e. V.
4. BARMER VersichertenGemeinschaft – Die Unabhängigen Interessenvertretung für Mitglieder, Versicherte, Patienten und Rentner in den Sozialversicherungen seit 1958 – e. V.
5. Industriegewerkschaft Metall – IG Metall in der Deutschen Rentenversicherung Bund
6. Katholische Arbeitnehmer-Bewegung (KAB) Deutschlands e.V. / Kolpingwerk Deutschland / Bundesverband Evangelischer Arbeitnehmerorganisationen e.V in der Deutschen Rentenversicherung Bund
7. DAK-VRV e. V. für DAK-Gesundheit und Deutsche Rentenversicherung
8. DAK Mitgliedergemeinschaft e. V. Gewerkschaftsunabhängig. Gegründet 1955. Versicherte und Rentner in der Kranken- und Rentenversicherung
9. dbb beamtenbund und tarifunion
10. KKH-Versichertengemeinschaft e. V. – gegr. 1957. Freie und unabhängige Gemeinschaft von Mitgliedern, Versicherten und Rentnern der Kaufmännischen Krankenkasse – KKH
11. Christlicher Gewerkschaftsbund Deutschlands – CGB – in der Deutschen Rentenversicherung Bund
12. Gewerkschaft der Sozialversicherung (GdS)
13. BARMER Interessenvertretung der Versicherten, unabhängige Interessenvertretung der Arbeitnehmer, Rentner und sonstigen Versicherten in der gesetzlichen Kranken- und Rentenversicherung e. V.[4]

### Kandidierende Listen zur Verwaltungsratswahl der Techniker Krankenkasse
Folgende Listen traten bei der Wahl für die Techniker Krankenkasse an:
1. TK-Gemeinschaft, unabhängige Versichertengemeinschaft der Techniker Krankenkasse e.V.
2. BfA DRV-Gemeinschaft – Die Unabhängigen – Interessengemeinschaft der Versicherten und Rentner in der Deutschen Sozialversicherung e. V.
3. ver.di – Vereinte Dienstleistungsgewerkschaft in der TK
4. IG Metall in der TK[5]

### Kandidierende Listen zur Verwaltungsratswahl der Barmer Ersatzkasse
Folgende Listen traten bei der Wahl für die Barmer Ersatzkasse an:
1. BARMER VersichertenGemeinschaft – Die Unabhängigen Interessenvertretung für Mitglieder, Versicherte, Patienten und Rentner in den Sozialversicherungen seit 1958 – e. V.
2. ver.di – Vereinte Dienstleistungsgewerkschaft in der Barmer
3. BfA DRV-Gemeinschaft – Die Unabhängigen – Interessengemeinschaft der Versicherten und Rentner in der Deutschen Sozialversicherung e. V.
4. IG Metall in der Barmer
5. Katholische Arbeitnehmer-Bewegung (KAB) Deutschlands e. V. / Kolpingwerk Deutschland / Bundesverband Evangelischer Arbeitnehmerorganisationen e. V. in der Barmer
6. Barmer Interessenvertretung der Versicherten, unabhängige Interessenvertretung der ArbeitnehmerInnen, RentnerInnen und sonstigen Versicherten in der gesetzlichen Kranken- und Rentenversicherung e. V.[6]

### Kandidierende Listen zur Verwaltungsratswahl der DAK-Gesundheit
Folgende Listen traten bei der Wahl für die DAK-Gesundheit an:
1. DAK Mitgliedergemeinschaft e.V.
2. DAK-VRV e.V. für DAK-Gesundheit und Deutsche Rentenversicherung
3. BfA DRV-Gemeinschaft – Die Unabhängigen
4. ver.di in der DAK-Gesundheit
5. Katholische Arbeitnehmer-Bewegung (KAB) Deutschlands e. V. / Kolpingwerk Deutschland / Bundesverband Evangelischer Arbeitnehmerorganisationen e. V. in der DAK-Gesundheit
6. IG Metall in der DAK-Gesundheit[7]

### Kandidierende Listen zur Verwaltungsratswahl der Kaufmännischen Krankenkasse
Folgende Listen traten bei der Wahl für die Kaufmännische Krankenkasse an:
1. KKH-Versichertengemeinschaft e. V.
2. ver.di – Vereinte Dienstleistungsgewerkschaft in der KKH
3. Deutscher Gewerkschaftsbund in der KKH[8]

### Kandidierende Listen zur Verwaltungsratswahl der Handelskrankenkasse
Folgende Listen traten bei der Wahl für die Handelskrankenkasse Krankenkasse an:
1. hkk-Gemeinschaft e.V.
2. BfA DRV-Gemeinschaft – Die Unabhängigen – Interessengemeinschaft der Versicherten und Rentner in der Deutschen Sozialversicherung e.V.
3. ver.di – Vereinte Dienstleistungsgewerkschaft in der Handelskrankenkasse (hkk)[9]

## Ergebnis der Wahl zur Vertreterversammlung der DRV Bund
| Liste | Anzahl     | %    | ±    | Sitze  |
| --- | ---------- | ---- | ---- | ------ |
| BfA DRV-Gemeinschaft – Die Unabhängigen -Interessengemeinschaft der Versicherten und Rentner in der Deutschen Sozialversicherung e.V.                                                                  | 1.647.735  | 25,9 | −6,9 | 4 (−1) |
| ver.di – Vereinte Dienstleistungsgewerkschaft in der Deutschen Rentenversicherung Bund | 1.110.646  | 17,5 | +3,2 | 3 (+1) |
| TK-Gemeinschaft, unabhängige Versichertengemeinschaft der Techniker Krankenkasse e.V. | 918.711    | 14,5 | +1,8 | 3 (±0) |
| BARMER VersichertenGemeinschaft – Die Unabhängigen Interessenvertretung für Mitglieder, Versicherte, Patienten und Rentner in den Sozialversicherungen seit 1958 – e.V.                                | 478.338    | 7,5  | −3,9 | 1 (−1) |
| Industriegewerkschaft Metall – IG Metall in der Deutschen Rentenversicherung Bund | 424.948    | 6,7  | +0,4 | 1 (±0) |
| BARMER Interessenvertretung der Versicherten, unabhängige Interessenvertretung der ArbeitnehmerInnen, RentnerInnen und sonstigen Versicherten in der gesetzlichen Kranken- und Rentenversicherung e.V. | 304.030    | 4,8  | +4,8 | 1 (+1) |
| dbb beamtenbund und tarifunion | 276.654    | 4,4  | +0,7 | 1 (+1) |
| DAK Mitgliedergemeinschaft e.V. Gewerkschaftsunabhängig. Gegründet 1955. Versicherte und Rentner in der Kranken- und Rentenversicherung                                                                | 273.675    | 4,3  | +0,6 | 0 (±0) |
| Katholische Arbeitnehmer-Bewegung (KAB) Deutschlands e.V. / Kolpingwerk Deutschland / Bundesverband Evangelischer Arbeitnehmerorganisationen e.V. in der Deutschen Rentenversicherung Bund             | 269.629    | 4,3  | −1,2 | 0 (−1) |
| DAK-VRV e.V. für DAK-Gesundheit und Deutsche Rentenversicherung | 259.242    | 4,1  | −0,3 | 1 (±0) |
| KKH-Versichertengemeinschaft e.V. – gegr. 1957. Freie und unabhängige Gemeinschaft von Mitgliedern, Versicherten und Rentnern der Kaufmännischen Krankenkasse – KKH                                    | 165.344    | 2,6  | +0,1 | 0 (±0) |
| Christlicher Gewerkschaftsbund Deutschlands – CGB – in der Deutschen Rentenversicherung Bund | 120.916    | 1,9  | +0,4 | 0 (±0) |
| Gewerkschaft der Sozialversicherung (GdS) | 102.474    | 1,6  | +0,3 | 0 (±0) |
| |            |      |      |        |
| Gesamt |            |      |      |        |
| |            |      |      |        |
| Wahlberechtigte | 28.765.059 | —    |      |        |
| Wähler | 6.416.402  | 22,3 |      |        |
| Ungültige Stimmen | 64.060     | 1,0  |      |        |
| Gültige Stimmen | 6.352.342  | 99,0 |      |        |